# You People
You People es una película de comedia romántica estadounidense de 2023 dirigida por Kenya Barris, que coescribió con Jonah Hill. La película presenta un reparto coral que incluye a Jonah Hill, Lauren London, David Duchovny, Nia Long, Julia Louis-Dreyfus y Eddie Murphy. Su trama se centra en una pareja interracial e interreligiosa entre un hombre judío y una mujer negra musulmana y cómo sus familias enfrentan el amor moderno en medio de choques culturales, expectativas sociales y diferencias generacionales. Ambientada en el área de Los Ángeles, dos Millennials se conocen por casualidad y se adentran en aguas desconocidas en sus vidas amorosas.
You People se estrenó en cines selectos el 20 de enero de 2023, antes de su lanzamiento en streaming de Netflix el 27 de enero. Fue la primera vez que Barris dirigió un largometraje. La película recibió reseñas que iban de mixtas a negativas por parte de los críticos, algunos diciendo que no hizo nada para disipar los mitos antisemitas.

## Argumento
Ezra Cohen, un corredor financiero y presentador de podcasts de cultura pop de treinta y cinco años, entabla una relación complicada con la estilista Amira Mohammed. La pareja se conoce por primera vez en un turdido encuentro cuando Amira, frustrada con su sistema de navegación GPS, estaciona frente al edificio de trabajo de Ezra. Él cree erróneamente que Amira es su conductora de Uber, esto debido al gran parecido físico entre ambas, por lo que se sube al auto, lo que provoca una pelea incómoda.
Ezra se disculpa invitándola a almorzar más tarde y se dan cuenta de que existe una atracción mutua a pesar de sus diferencias, ya que Ezra es judío y Amira es negra e hija de devotos seguidores de la Nación del Islam.
Amira y Ezra finalmente se mudan juntos, para disgusto de su padre Akbar, quien preferiría que su hija saliera con otro miembro de la Nación del Islam. Seis meses después de su relación, Ezra la lleva a conocer a su familia. Sus ricos y progresistas padres liberales de Limousine, Shelley y Arnold, explican con condescendencia que aceptan y apoyan a todos, mencionando a su hija lesbiana Liza. Cuando Shelley comienza a mencionar el movimiento BLM, Ezra, avergonzado, la saca de la habitación. Él le confía que planea proponerle matrimonio.
Antes de que pueda proponerle matrimonio, su amigo y compañero presentador de podcasts, Mo, insta a Ezra a reunirse con los padres de Amira. Ezra elige un restaurante Roscoe's Chicken 'N Waffles para hablar con Akbar y su esposa, Fatima. La reunión no transcurre sin problemas, ya que Akbar ve a Ezra con sospecha y muestra resistencia a su deseo de casarse con Amira.
Cuando Amira llega a casa, le dice a Ezra que su madre le contó sobre su incómodo encuentro en casa de Roscoe. Sin embargo, cuando él comienza a sacar una caja de anillos, ella lo insta a seguir adelante con la propuesta y acepta felizmente.
Ezra decide dejar su trabajo en la firma de corretaje para dedicarse plenamente a su pasión por el podcasting. Más tarde, la pareja invita a ambos padres a cenar y discutir los planes de boda. Como era de esperar, la cena sale mal: los padres chocan por las opiniones antisemitas de Farrakhan y Shelley, sin darse cuenta, prende fuego al kufi de Akbar.
Ezra y Amira organizan un tiempo mutuo con sus futuros suegros para ayudar a suavizar las tensiones. Ezra pasa el día con Akbar, pero Akbar socava constantemente la confianza en sí mismo de Ezra, desde criticarlo por dejar las finanzas para dedicarse al podcasting hasta llevarlo a una barbería donde Ezra no cumple con el código de vestimenta. Más tarde lo lleva a una cancha de baloncesto en la mayor parte de Black Inglewood y lo insta a unirse a un juego informal para humillarlo. Akbar lo filma con su teléfono, pero se sorprende de que a Ezra le vaya muy bien. Mientras tanto, Shelley lleva a Amira a un día de spa, pero ella continuamente muestra su desorientación, incomoda a Amira y no se da cuenta de sus muchas violaciones de las reglas sociales no escritas de la cultura negra.
Para su despedida de soltero, Ezra se dirige a Las Vegas con sus amigos, pero Akbar se une inesperadamente a los chicos. Sabiendo que lo están vigilando, Ezra no participa en las festividades. Sin embargo, sus amigos recuerdan en voz alta los actos hedonistas que Ezra cometió en viajes anteriores a Las Vegas. En su despedida de soltera en Palm Springs , Shelley y Liza se unen a Amira y sus amigas. La noche sufre más vergüenzas: Shelley, sin darse cuenta, hace un comentario racista durante un juego de fiesta y accidentalmente arranca la peluca de un invitado.
En la cena de ensayo, tanto Ezra como Amira hablan en privado con Akbar y Shelley, Ezra denuncia la desconfianza de Akbar en su amor genuino por Amira y Amira confronta a Shelley por sus declaraciones sordas y su comportamiento condescendiente. Después de sus conversaciones mutuas, Ezra y Amira deciden que su unión tiene demasiados obstáculos que superar. Cancelan la boda y se separan.
Tres meses después, Ezra ofrece un soliloquio desconsolado sobre su podcast, diciendo que las personas blancas y negras nunca pueden comprender realmente la cultura o la experiencia del otro, sin importar cuán profundamente se amen o cuánto se esfuercen. Tanto Shelley como Akbar están profundamente conmovidos al escuchar su discurso. Akbar, que está particularmente herido, se anima a contactar a Shelley.
Con el pretexto de una excursión de compras, Shelley y Akbar llevan a Ezra y Amira a una boutique de moda y ambos se disculpan por sus acciones. Akbar promete aceptar a Ezra en la familia. Shelley promete conocer a Amira como un ser humano, en lugar de como un trofeo para presumir ante otros liberales de limusina. Ezra y Amira aceptan sus disculpas y entran a la tienda minorista para encontrarla preparada para su boda, con todos, incluidos amigos, familiares, un rabino y un ministro de NOI reunidos. Ezra y Amira se casan y ambas familias celebran.

## Elenco
- Jonah Hill como Ezra
- Lauren London como Amira
- David Duchovny como Arnold
- Nia Long como Fatima
- Julia Louis-Dreyfus como Shelley
- Eddie Murphy como Akbar
- Sam Jay como Mo
- Travis Bennett como Omar
- Molly Gordon como Liza
- Deon Cole como Demetrius
- Andrea Savage como Becca
- Elliott Gould como Mr. Greenbaum
- Rhea Perlman como Bubby
- Mike Epps como Tío EJ
- La La Anthony como Shaela
- Yung Miami como Tiffany
- Khadijah Haqq como Renee
- Bryan Greenberg como Issac
- Jordan Firstman como Danny
- Andrew Schulz como Cousin Avi
- Matt Walsh como Don Wood
- Emily Arlook como Kim Glassman
- Hal Linden como Mr. Greenwald
- Winnie Holzman como Mrs. Greenwald
- Richard Benjamin como Dr. Green
- Doug Hall como Chris
- Anthony Anderson como Barbero #1
- Nelson Franklin como Director
- Rob Huebel como Productor
- Kym Whitley como Tía Nadine
- Kenya Barris como pasajero
- Felipe Esparza como Zminski

## Producción
En junio de 2021, se informó que Jonah Hill protagonizaría una película de comedia de Netflix dirigida por Kenya Barris a partir de un guion escrito por Hill and Barris. En agosto de 2021, se anunció que Eddie Murphy protagonizaría la película. En septiembre de 2021, Julia Louis-Dreyfus, Lauren London, Sam Jay y Molly Gordon se unieron al elenco. En octubre de 2021, más miembros del elenco se unieron a la película, incluidos David Duchovny, Nia Long, Travis Bennett, Andrea Savage, Rhea Perlman, La La Anthony y Deon Cole. En noviembre de 2021, Emily Arlook, Bryan Greenberg, Andrew Schulz y Jordan Firstman se unieron al elenco.
El rodaje comenzó en octubre de 2021 en Los Ángeles.

## Estreno
You People se estrenó en cines selectos el 20 de enero de 2023. Fue lanzado el 27 de enero de 2023 por Netflix. En su primera semana, la película debutó en el número uno en la lista de los 10 mejores en inglés de Netflix, con 55.65 millones de horas de transmisión.